# Raisons de vivre
Pour plus de détails, voir Fiche technique et Distribution.
Raisons de vivre (Sobreviviré) est un film espagnol de 1999, réalisé par Alfonso Albacete et David Menkes, sur un scénario du premier. Il est sorti en France le 27 décembre 2000.

## Synopsis
Marga, 32 ans, a perdu son petit ami dans un accident et accouche quelques mois plus tard d'un garçon, Roberto. On lui refuse les allocations familiales et elle trouve un emploi dans un vidéo-club. Elle tombe amoureuse de l'un de ses clients, un beau sculpteur homosexuel, Iñaqui, de 10 ans son cadet, mais leur relation semble sans avenir.

## Fiche technique
- Titre : Raisons de vivre
- Titre original : Sobreviviré
- Réalisation : Alfonso Albacete et David Menkes
- Scénario : Alfonso Albacete, Lucía Etxebarría et David Menkes
- Musique : Paco Ortega
- Photographie : Gonzalo F. Berridi
- Montage : Miguel Ángel Santamaría
- Production : Francisco Ramos
- Société de production : Antena 3 Televisión, El Paso Producciones Cinematográficas, Entertainment One, Películas Freneticas et Vía Digital
- Pays :  Espagne
- Genre : Comédie dramatique et romance
- Durée : 102 minutes
- Dates de sortie : 
  -  Espagne : 19 novembre 1999
  -  France : 27 décembre 2000

## Distribution
- Emma Suárez : Marga
- Juan Diego Botto : Iñaqui
- Mirta Ibarra : Rosa
- Rosana Pastor : Trini
- Manuel Manquiña : Rolando
- Àlex Brendemühl : José
- Javier Martín : Carlos
- Adrià Collado : Roberto
- Maite Blasco
- Paz Vega